# Ferruccio Parri

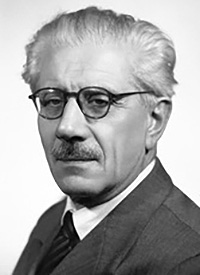
Ferruccio Parri

Ferruccio Parri (* 19. Januar 1890 in Pinerolo; † 8. Dezember 1981 in Rom) war ein italienischer Politiker und, mit dem Spitznamen Maurizio, ein Partisanenchef während des Befreiungskrieges vom nazi-faschistischen Regime in Italien und Präsident des Ministerrats (Ministerpräsident).

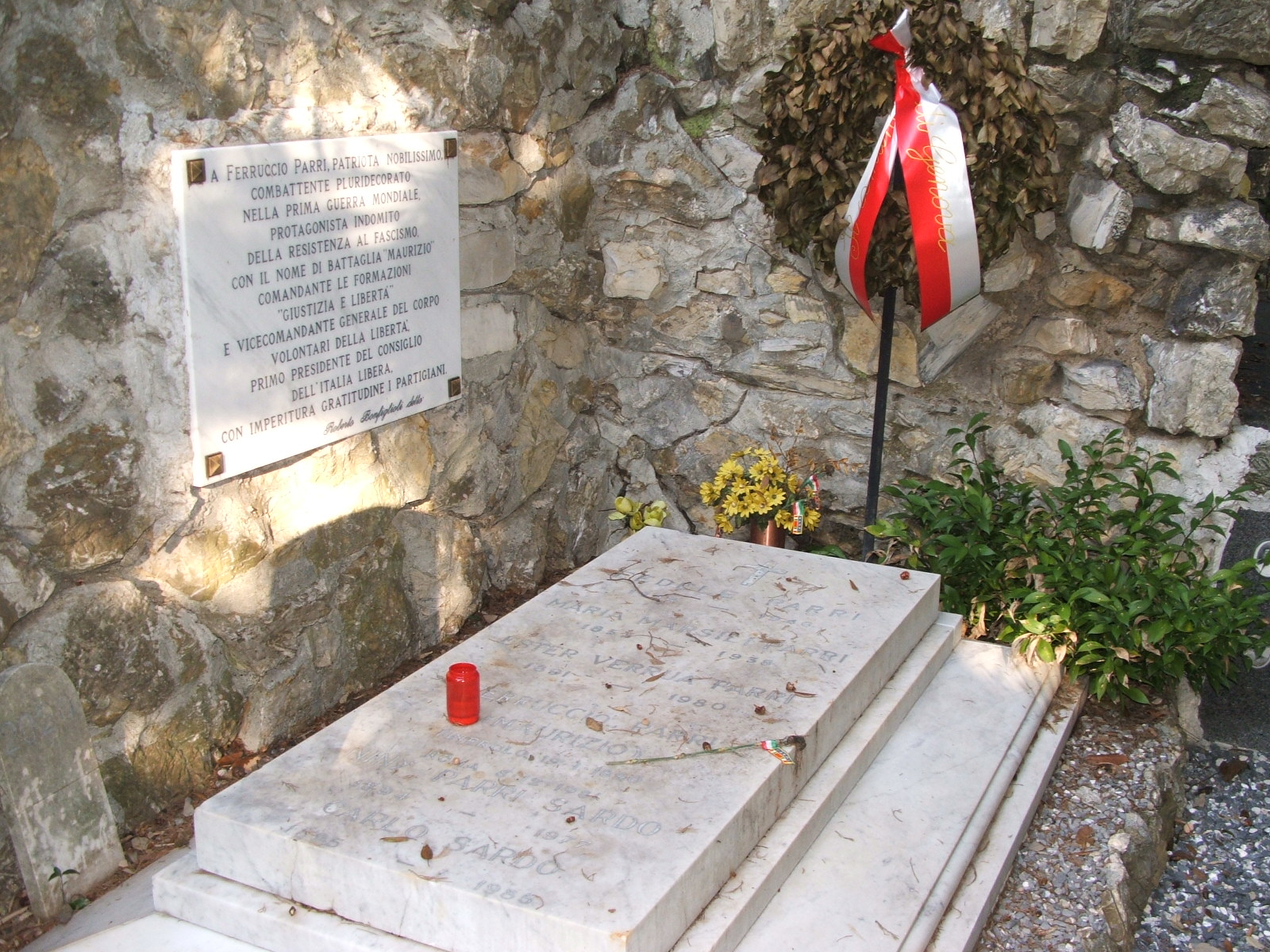
Grabstätte Parris in Genua

## Leben
Nach seiner Promotion in Italianistik nahm Parri am Ersten Weltkrieg teil, unterstützte in den darauffolgenden Jahren als überzeugter Antifaschist verschiedene Widerstandsgruppen und war an den Aktionen der freisozialen Gruppe Giustizia e Libertà, einem Verband, die sich von den Brüdern Carlo und Nello Rosselli anregen ließ, beteiligt.
Da er die Auswanderung Filippo Turatis gefördert hatte und Antifaschist war, verbrachte er viele Jahre im Gefängnis. Während des Befreiungskrieges der Resistenza 1943–1945 änderte Parri seinen Namen in Maurizio um und wurde zu einem Widerstandschef des Partito d’Azione, den er mitgegründet hatte. In den problematischsten Phasen des Widerstandes leitete er das Comitato di Liberazione Nazionale per l’Alta Italia (Nationales Komitee zur Befreiung Oberitaliens, CLNAI) und koordinierte das vereinigte Partisanenoberkommando oder Corpo Volontari della Libertà. Am 31. Dezember 1944 wurde Ferruccio Parri in Mailand verhaftet; beim Versuch, ihn zu befreien, gerieten auch Edgardo Sogno und weitere Antifaschisten in Gefangenschaft. Parri kam im Rahmen der Operation Sunrise frei.
Nach der Befreiung wurde Parri Ministerpräsident (vom 26. April bis 24. November 1945) einer nationalen Einheitsregierung, die aus Kommunisten, Azionisten, Christdemokraten, Demolaburisten (Mitgliedern des Partito Democratico del Lavoro), Sozialisten und Liberalen bestand; als die letzteren ihre politische Unterstützung zurückzogen, legte er sein Amt nieder.
In der Nachkriegszeit wurde Parri zum Sekretär des Partito d’Azione. Nach dem Absturz dieser Partei in den politischen Wahlen von 1946, bei denen er lediglich 1,5 % der Stimmen gewann, verließ er sie, um zusammen mit Ugo La Malfa die Bewegung Concentrazione Democratica mitzugründen. 1948 wurde diese dem Partito Repubblicano Italiano einverleibt. 1953, gemäß der Legge truffa, stieg Parri aus dem PRI aus und gründete die Unità popolare mit dem Sozialdemokraten Piero Calamandrei, der entscheidend an der Aufhebung des neuen Wahlgesetzes beteiligt war.
Staatspräsident Giuseppe Saragat ernannte ihn 1963 zum senatore a vita (Senator auf Lebenszeit). Parri war Teil der Gruppe der Sinistra Indipendente, der er lange Zeit vorstand.
Das Institut zur Geschichte des Widerstandes in der Region Emilia-Romagna in Bologna – Istituto storico Parri – trägt seinen Namen, ebenso die Bibliothek des Istituto nazionale per la storia del movimento di liberazione (INSMLI) in Mailand.